# Pakisztán az 1968. évi nyári olimpiai játékokon
Pakisztán a mexikói Mexikóvárosban megrendezett 1968. évi nyári olimpiai játékok egyik részt vevő nemzete volt. Az országot az olimpián 2 sportágban 20 sportoló képviselte, akik összesen 1 érmet szereztek.

## Érmesek
| Érem  | Versenyző | Sportág   | Versenyszám |
| ----- | --- | --------- | ----------- |
| Arany | Nemzeti válogatott Riaz Ahmed Gulrez Akhtar Saeed Anwar Mohammad Ashfaq Tariq Aziz Jahangir Butt Tanvir Dar Zakir Hussain Farooq Khan Ahmed Laeeq Khalid Mahmood Mohammad Asad Malik Tariq Niazi Abdul Rashid Fazal Rehman Qazi Salahuddin Anwar Shah Riaz Uddin | Gyeplabda | Férfi       |

## Birkózás
Szabadfogású
| Versenyző       | Versenyszám | 1. forduló                       | 2. forduló                      | 3. forduló                     | 4. forduló        | 5. forduló        | 6. forduló        | 7. forduló        | Döntő             | Helyezés    |
| Versenyző       | Versenyszám | Ellenfél Eredmény                | Ellenfél Eredmény               | Ellenfél Eredmény              | Ellenfél Eredmény | Ellenfél Eredmény | Ellenfél Eredmény | Ellenfél Eredmény | Ellenfél Eredmény | Helyezés    |
| --------------- | ----------- | -------------------------------- | ------------------------------- | ------------------------------ | ----------------- | ----------------- | ----------------- | ----------------- | ----------------- | ----------- |
| Muhammad Sardar | 57 kg       | Donald Behm (USA) · 3-1          | Bazaryn Sükhbaatar (MGL) · 1-3  | Aboutaleb Talebi (IRI) · 3-1   | kiesett           | kiesett           | kiesett           |                   | kiesett           | helyezetlen |
| Muhammad Taj    | 70 kg       | Sztéfanosz Joanídisz (GRE) · 1-3 | Seyyit Ahmet Ağralı (TUR) · 3-1 | Enyu Valcsev (BUL) · kétvállas | kiesett           | kiesett           | kiesett           |                   | kiesett           | helyezetlen |

## Gyeplabda
| Pakisztáni férfi gyeplabdacsapat-játékoskeret                                                                                        | Pakisztáni férfi gyeplabdacsapat-játékoskeret                                                                                                |
| --- | --- |
| - Riaz Ahmed - Gulrez Akhtar - Saeed Anwar - Mohammad Ashfaq - Tariq Aziz - Jahangir Butt - Tanvir Dar - Zakir Hussain - Farooq Khan | - Ahmed Laeeq - Khalid Mahmood - Mohammad Asad Malik - Tariq Niazi - Abdul Rashid - Fazal Rehman - Qazi Salahuddin - Anwar Shah - Riaz Uddin |

Csoportkör
B csoport
| Csapat               | M | Gy | D | V | G+ | G– | Gk  | P  |
| -------------------- | - | -- | - | - | -- | -- | --- | -- |
| Pakisztán (PAK)      | 7 | 7  | 0 | 0 | 23 | 4  | +19 | 14 |
| Ausztrália (AUS)     | 8 | 5  | 1 | 2 | 15 | 7  | +8  | 11 |
| Kenya (KEN)          | 8 | 4  | 1 | 3 | 13 | 9  | +4  | 9  |
| Hollandia (NED)      | 7 | 4  | 0 | 3 | 11 | 11 | 0   | 8  |
| Franciaország (FRA)  | 7 | 2  | 1 | 4 | 2  | 5  | –3  | 5  |
| Nagy-Britannia (GBR) | 7 | 2  | 1 | 4 | 6  | 8  | –2  | 5  |
| Argentína (ARG)      | 7 | 1  | 1 | 5 | 4  | 20 | –16 | 3  |
| Malajzia (MAS)       | 7 | 0  | 3 | 4 | 2  | 12 | –10 | 3  |

| 1968. október 13. | Pakisztán (PAK)             | 6 – 0   | Hollandia (NED) |  |
| 1968. október 13. | Dar 2 Rashid 2 Malik Ashfaq | (3 – 0) |                 |  |

| 1968. október 14. | Pakisztán (PAK) | 1 – 0   | Franciaország (FRA) |  |
| 1968. október 14. | Rashid          | (0 – 0) |                     |  |

| 1968. október 16. | Pakisztán (PAK) | 3 – 2   | Ausztrália (AUS) |  |
| 1968. október 16. | Aziz 2 Rashid   | (1 – 2) | Glencross Riley  |  |

| 1968. október 17. | Pakisztán (PAK)      | 5 – 0   | Argentína (ARG) |  |
| 1968. október 17. | Dar 2 Rashid 2 Malik | (4 – 0) |                 |  |

| 1968. október 19. | Pakisztán (PAK) | 2 – 1   | Nagy-Britannia (GBR) |  |
| 1968. október 19. | Dar Ashfaq      | (1 – 0) | Neill                |  |

| 1968. október 20. | Pakisztán (PAK)      | 4 – 0   | Malajzia (MAS) |  |
| 1968. október 20. | Malik 2 Akhtar Niazi | (1 – 0) |                |  |

| 1968. október 21. | Pakisztán (PAK) | 2 – 1   | Kenya (KEN) |  |
| 1968. október 21. | Dar Niazi       | (2 – 0) | Deegan      |  |

Elődöntő
| 1968. október 24. | Pakisztán (PAK) | 1 – 0 (h. u.)  | NSZK (FRG) |  |
| 1968. október 24. | Mahmood         | (0 – 0, 0 – 0) |            |  |

Döntő
| 1968. október 26. | Pakisztán (PAK) | 2 – 1   | Ausztrália (AUS) |  |
| 1968. október 26. | Rashid Malik    | (1 – 0) | Glencross        |  |

| Csapat          | Helyezés |
| --------------- | -------- |
| Pakisztán (PAK) |          |